# Marathon van Dubai 2013
De marathon van Dubai 2013 werd gelopen op vrijdag 25 januari 2013. Het was de veertiende editie van deze marathon.
De overwinning bij de mannen ging naar de Ethiopiër Lelisa Desisa in een tijd van 2:04.45. Bij de vrouwen won zijn landgenote Tirfi Tsegaye in 2:23.23.
In totaal finishten er 2410 marathonlopers, waarvan 1851 mannen en 559 vrouwen.

## Uitslagen

### Mannen
| rang   | naam               | land | tijd    |
| ------ | ------------------ | ---- | ------- |
| Goud   | Lelisa Desisa      | ETH  | 2:04.45 |
| Zilver | Berhanu Shiferaw   | ETH  | 2:04.48 |
| Brons  | Tadese Tola        | ETH  | 2:04.49 |
| 4      | Endeshaw Negesse   | ETH  | 2:04.52 |
| 5      | Bernard Koech      | KEN  | 2:04.53 |
| 6      | Nicholas Kipkemboi | KEN  | 2:06.33 |
| 7      | Dadi Gemeda        | ETH  | 2:07.55 |
| 8      | Mike Kigen         | KEN  | 2:08.24 |
| 9      | Habtamu Assefa     | ETH  | 2:08.28 |
| 10     | Gemechu Worku      | ETH  | 2:08.53 |
| 11     | Philip Sanga       | KEN  | 2:08.54 |
| 12     | Stephen Chebogut   | KEN  | 2:09.20 |
| 13     | Birhanu Gebre      | ETH  | 2:09.48 |
| 14     | Afework Mesfin     | ETH  | 2:09.49 |
| 15     | Dereje Gebrehiwot  | ETH  | 2:10.50 |
| 16     | Herpasa Negasa     | ETH  | 2:10.51 |
| 17     | Moses Masai        | KEN  | 2:11.00 |
| 18     | Tilahun Aliyev     | AZE  | 2:11.22 |
| 19     | Wondwosen Feleke   | ETH  | 2:11.22 |
| 20     | Mohammed Delile    | ETH  | 2:13.17 |

### Vrouwen
| rang   | naam                  | land | tijd    |
| ------ | --------------------- | ---- | ------- |
| Goud   | Tirfi Tsegaye         | ETH  | 2:23.23 |
| Zilver | Ehitu Kiros           | ETH  | 2:23.39 |
| Brons  | Amane Gobena          | ETH  | 2:23.50 |
| 4      | Aheza Kiros           | ETH  | 2:24.30 |
| 5      | Belaynesh Olijira     | ETH  | 2:25.01 |
| 6      | Shitaye Bedaso        | ETH  | 2:25.47 |
| 7      | Isabellah Andersson   | SWE  | 2:26.05 |
| 8      | Abebech Afework       | ETH  | 2:27.08 |
| 9      | Beata Naigambo        | NAM  | 2:27.54 |
| 10     | Misaki Katsumata      | JPN  | 2:30.42 |
| 11     | Liina Luik            | EST  | 2:42.27 |
| 12     | Annemari Sandell      | FIN  | 2:44.17 |
| 13     | Belaynesh Bekele      | ETH  | 2:44.43 |
| 14     | Epiphanie Nyirabarame | RWA  | 2:45.49 |

2000 ·
2001 ·
2002 ·
2003 ·
2004 ·
2005 ·
2006 ·
2007 ·
2008 ·
2009 ·
2010 ·
2011 ·
2012 ·
2013 · 
2014 · 
2015 ·
2016 ·
2017